# Ars praedicandi
Ars praedicandi, predikokonst, är en gren inom retoriken som härstammar från medeltiden och ämnar ge riktlinjer till förberedelsen och framförandet av predikan inom kyrkan. 

## Historisk kontext
Under medeltiden fanns i huvudsak tre grenar inom retorik, ars poetriae, diktkonsten, ars dictaminis, brevskrivandets konst och ars praedicandi, predikokonsten. Vardera konstart hade unika funktioner i den rådande samhällssituationen. Från det sena 1000-talet till 1400-talet var predikan en viktig och populär konstart i Europa då majoriteten av människor inte var läs- och skrivkunniga och behövde därför tillskansa sig Guds ord genom tal. Otaliga skrifter om predikokonst författades under den här tiden, särskilt under 1200-talet. Läran om predikokonst har genom historien i huvudsak publicerats i form av handböcker. Predikokonsten har influerats av sekulär retorisk teori. Augustinus av Hippo som författade handboken De doctrina Christiana använde sig exempelvis av Ciceros retorikteori och anpassade den till sitt eget syfte.

## Innehåll
I handböcker och manualer för predikokonst från medeltiden ges instruktioner om att predikanten ska expandera och ge djupare mening åt korta bibliska texter eller teman för att ge moralisk och religiös insikt hos publiken. Ofta kunde publikmedlemmarna vara främmande för bibliska texter vilket gjorde det till predikantens uppgift att välja texter och teman som var lättillgängliga att förstå och lämpade sig för de tilltänkta mottagarna. Under den sena medeltiden skrev Robert of Basevorn verket Forma Praedicandi var han beklagade att mycket predikan sker utan förståelse för hur strukturen för en predikan bör se ut. Den kunskapen menar han är essentiell för kyrkan eftersom predikan och utlärande är nödvändigt för att sprida Guds budskap. Läran om hur man bäst konstnärligt framför predikan bör därför anses vara lika viktigt som innehållet.
I sökandet efter god predikan vände sig Robert of Basevorn till Kristus och undersökte hur hans predikningsmetoder sett ut. Han listar dessa som löften, hot, exempel och orsak och exemplifierar med att säga att en välvillig publik behöver vackra löften om himlen medan den med motstånd behöver hotas om Guds fördömelse. För att vinna åhörarna ger han rådet att dela upp predikan i tre delar eller teman, en disposition som används i kyrkopredikningar än idag. Genom de tre delarna bör predikanten först locka, sedan undervisa och sedan väcka känslor hos åhörarna vilket går att härleda till Ciceros teori om delectare, docere och movere.

## Predikantens dilemma
Augustinus, som innan det att han blev kyrkofader hade studerat retorik, stötte på moraliska dilemman då den retoriska teorin skulle tillämpas på kristendom. Inom den kristna tron är Gud källan till sanning medan retoriken bär en kunskapssyn som skiljer på tro och vetande, se doxologi. Dessutom ansåg han Gud var omöjlig att ge en adekvat beskrivning eftersom Gud är oändlig och vårt språk ett finit system av tecken och symboler. Dock verkade det omöjligt att inte använda sig av retorik i predikan eftersom Gud befaller predikanten att föra hens talan. Svaret på Augustinus dilemma blev att försöka hålla sinnet och själen ren för att möjliggöra uttrycket av gudomlig sanning.